# Szigetelőszalag

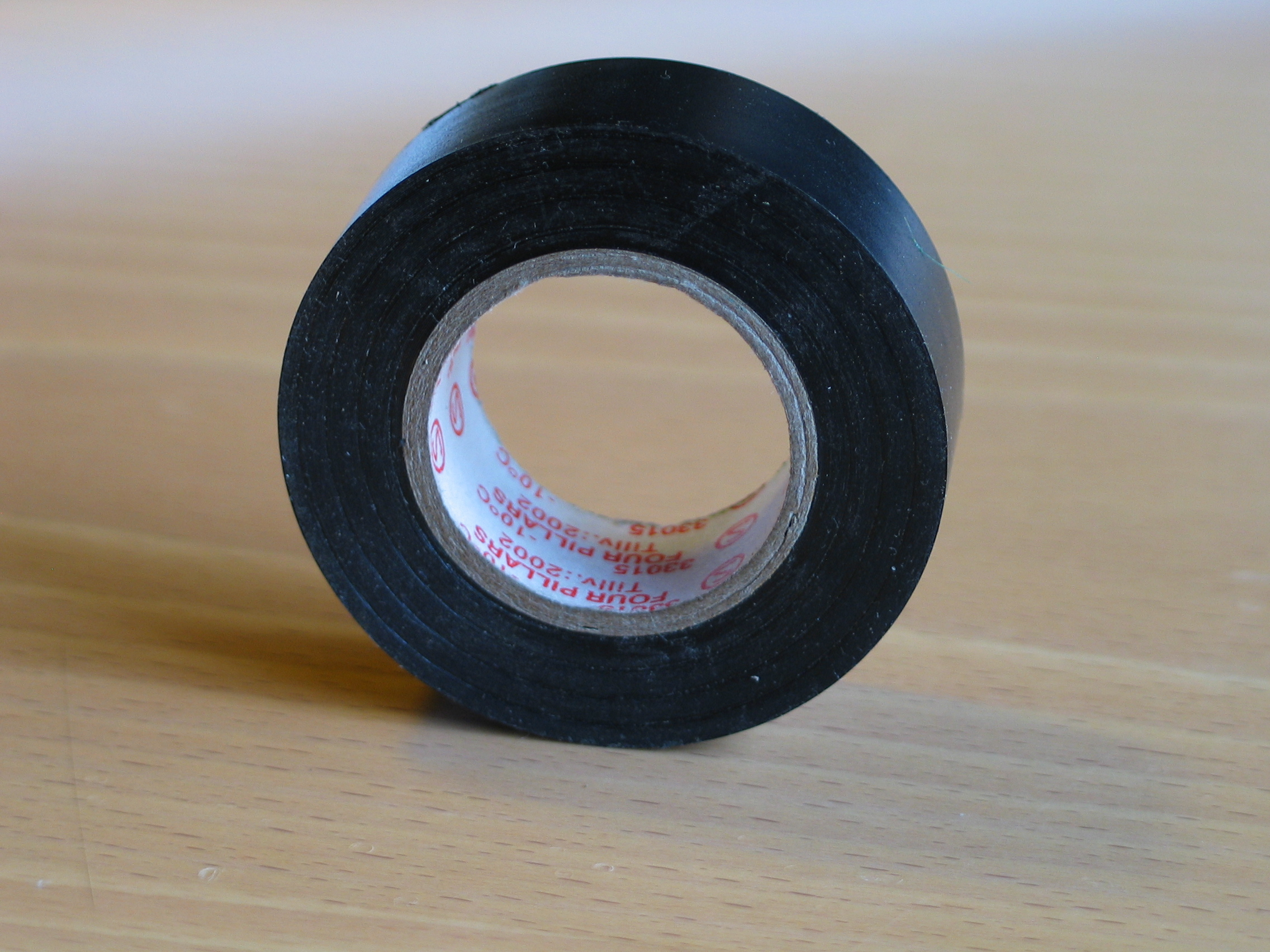
Fekete színű szigetelőszalag

A szigetelőszalag olyan műanyag tekercs, amellyel a kisfeszültségű elektromos vezetékek csatlakozási pontjaira tekerve elszigetelik őket egymástól, illetve a környezettől, ahol egyébként fennállna az áramütés veszélye. Elsősorban a villanyszerelésben használják. Elterjedt szakzsargonban: szigszalag. Különböző színekben állítják elő.
Mivel egyik oldala ragasztófelület, szükség esetén használható mechanikus rögzítésre is, azonban ilyen igénybevételre hosszú távon nem alkalmas. A napfény és a hőhatás kiszárítja, megszűnik a tapadóhatás, emiatt egy idő után cserélni kell.
Régebben kátránnyal átitatott vászonszalagokat használtak szigetelőszalagként.